# Christian af Slesvig-Holsten-Sønderborg-Ærø
Christian, hertug af Slesvig-Holsten-Sønderborg-Ærø (26. november 1570 – 14. juni 1633) var en af de mange afdelte sønderborgske hertuger. Han var første og sidste hertug af Slesvig-Holsten-Sønderborg-Ærø fra 1622 til 1633.
Han var søn af Hertug Hans den Yngre af Slesvig-Holsten-Sønderborg. Ved arvedelingen efter faderens død i 1622 arvede han øen Ærø. Ved hans barnløse død i 1633 blev Ærø delt mellem hans fire overlevende brødre.

## Famillie og baggrund
Hertug Christian blev født 26. november 1570 som det andet barn og ældste søn af Hertug Hans den Yngre af Slesvig-Holsten-Sønderborg i hans første ægteskab med Elisabeth af Braunschweig-Grubenhagen. Hans den Yngre var en yngre søn af Kong Christian 3., der i 1564 ved arvedelingen efter faderens død havde fået tildelt nogle mindre dele af hertugdømmerne Slesvig og Holsten: Als, Sundeved, Ærø og Plön. Stænderne nægtede imidlertid at hylde og anerkende hertug Hans som regerende hertug på linje med sin bror Frederik 2. og onkler Hans den Ældre og Adolf. Hans den Yngre og hans efterkommere havde dermed ikke andel i hertugdømmernes fælles regering og blev derfor betegnet som afdelte hertuger.

## Domherre i Strassburg
På grund af sin alder, de andre sønner var for unge, og gode åndsevner blev Christian af faderen sendt til det tyske bispedømme Strassburg i Elsass, idet kun voksne ugifte fyrstelige mænd kunne blive domherrer (canonicus) i Strassburg. Han spillede som et af de ledende medlemmer af de protestantiske domherrer en rolle i kampene mellem katolikker og protestanter.
Da han forblev ugift, for ikke at miste sine indtægter fra Strassburg, forbigik faderen ham som hovedarving (på Sønderborg) og tildelte ham det afsidesliggende Ærø, hvilken arv han tiltrådte efter faderens død, 9. oktober 1622.

## Hertug af Ærø
Han fik her 3 hovedgårde: Søbygård, Gråsten (dengang kaldet Gravensteen) og Gudsgave (dengang kaldt Gottesgabe) og, da der intet passende herresæde fandtes, 5000 Rdl til opførelsen af et sådant.
Hertug Christian oprettede ca. 1624 avlsgården Wuderup, som ved udparcelleringen i 1767 var på 267 ½ tønder land, og det var således den næstmindste af Ærøs hertuggårde, idet den mindste gård var Købinghof i Ærøskøbing, som blev oprettet i 1638 af Hertug Philip.
Han nøjedes dog med den beskedne bolig på hovedgården Gråsten og et hus i Ærøskøbing. Hertug Christian forblev ugift, men havde en husholderske (måske morganatisk kone?), Katharina Griebel (* 1595 i Lütjenburg; † 1652 på Ærø), som fik datteren Sophie. For senere at hun kunne være forsørget, skænkede han hende i 1629 to store huse i Ærøskøbing og øen Dejrø. Foruden det var hun også befriet for alle skatter. Efter hertugens død giftede hun sig med sin forvalter Peder Christensen Pilegaard, der derefter arbejdede som købmand i Ærøskøbing. Han levede ret selskabelig med sine naboer både på Fyn og slægtninge i hertugdømmerne.

## Død og arvedeling
Hertug Christian døde den 14. juni 1633 og blev af broderen hertug Frederik på Nordborg overført til dennes hertugsæde og her fra bisat i Egen Kirkes gravkapel, som Frederik få år forinden havde bygget for sin første hustru og deres spæde børn. Her fra flyttedes han 1813 til Nordborg Kirkes kapel.
Ved forliget i Egernførde 6. februar 1634 blev hertugdømmet Ærø delt i fire dele mellem de tre overlevende brødre og afdøde Alexanders (1573-1627) søn.
- Philips (1584-1666) arvinger, arvede Ærøskøbing og Wuderup
- Frederik (1581-1658), arvede godset Gravensteen. 1636 solgte han det til sin broder Philip
- Joachim Ernst (1595-1671) fik Søbygård.
- Hans Christian af Slesvig-Holsten-Sønderborg (1607-1653, den ældste søn af Alexander af Slesvig-Holsten-Sønderborg, fik Gottesgabe.

Denne arvedeling førte til et vanskelig skattestyre og smugling på øen.